# Agrupación Nacional de los Independientes
La Agrupación Nacional de los Independientes, o Reagrupación Nacional de los Independientes (RNI)  es un partido político marroquí. Fue fundado por Ahmad Osman en 1978, primer ministro y yerno del Rey Alauí, Hassan II. A pesar de identificarse a sí mismo como socialdemócrata, el partido ha sido descrito como pro-empresarial y liberal, y el partido tiene un historial de cooperación con otros dos partidos de orientación liberal, el Movimiento Popular y la Unión Constitucional, desde 1993. Es el partido que ganó las elecciones del 8 de septiembre de 2021.

## Historia

### Primeros años
En un principio, la constitución de los partidos era puramente nacionalista, el principal fue el partido de Al Istiqlal como encarnación del nacionalismo marroquí. Se crea por Balafrej en 1943 para movilizar al pueblo marroquí en torno a la reivindicación de la independencia. Será la primera semilla del surgimiento de los partidos anticoloniales y la aparición del Movimiento Nacional.
Los partidos políticos marroquíes proceden de ese asimilamiento de formas políticas occidentales, aunque en muchas ocasiones con ciertas especificidades, en un contexto de inestabilidad mundial que rondaba en torno a la Segunda Guerra Mundial y la posguerra. Asimismo, se caracteriza por la influencia del islam, como una doctrina religiosa, cuyas dimensiones abarca la vida social y política. También ha de señalar la influencia del panarabismo socialista, como un sustrato excepcional y protagonista de la época.
Tras la independencia en 1956, el Movimiento Nacional se verá incapaz de seguir manteniendo su cohesión interna, lo cual dará inicio a su fragmentación y la aparición de subpartidos, ante la ausencia de objetivos e intereses comunes. Su desintegración completa será rescatada por la causa del Sahara como una causa colectiva y sagrada y lo convertirá de nuevo en coprotagonista de la nueva fórmula política que comenzará en 1977.   
Desde los años 70 Marruecos conocía una gran inestabilidad política y social. Se aspiraba a incorporar el Sahara Occidental como parte indispensable de las tierras marroquíes. Será conocida como la causa sagrada. Allí es donde se inició la conocida Marcha verde que tuvo lugar en 1975. Es en este contexto donde se dará la formación de nuevos partidos como el RNI.
El partido fue creado el 28 de noviembre de 1978 por representantes independientes al parlamento sin afiliación política y presidido por Ahmed Osman, ex primer ministro y cuñado de Hasán II.
El RNI, nació en un contexto en donde Marruecos conocía una nueva etapa de cambio político. Se componía de diputados independientes de origen rural, notables, altos cargos de la administración y antiguos militantes de la oposición democrática cooptados. Ahmed Osman propuso como objetivo principal, amortiguar el impacto de la popularidad de la USFP (Unión Socialista de Fuerzas Populares), que nace del subpartido UNFP (Unión Nacional de Fuerzas Populares) de Al-Istiqlal en 1974.
Ahmed Osman presidió el Parlamento durante dos legislaturas (1984-1992). Tras las elecciones legislativas de 1977, se había creado un grupo parlamentario integrado por 167 diputados sin afiliación política dentro de la Cámara de Representantes.
El partido, tomando en cuenta sus orientaciones políticas que exigen una aplicación efectiva y la rendición de cuentas de todos los actores políticos, participó en el Gobierno de 1998 y continúa ocupando cargos ministeriales dentro del gobierno actual. La colectividad unió a políticos independientes favorecidos por el palacio y utilizados por la administración para contrarrestar a los partidos que criticaban al rey y su gobierno. Más tarde, se convirtió en un partido ordinario sin un papel especial en el sistema multipartidista de Marruecos. Fue sucedido por la Unión Constitucional como el partido favorito del palacio.
El partido experimentó una escisión que dio lugar al Partido Nacional Democrático (PND) en 1981, pero siguió ocupando la vanguardia del espectro político nacional con una fuerte presencia a nivel de la primera y segunda cámara.

### El nuevo milenio
Desde el comienzo de la era de la democratización, el RNI ha luchado para borrar la imagen de partido del rey que se engalanó durante el régimen de Hasán II. Este partido viene intentando desde 1997 y especialmente desde 2002 situarse claramente como un partido de derecha moderada, económicamente liberal y defensor de la democracia.
Ahmed Osman salió de la dirección en abril de 2007 tras un golpe interno liderado por una parte del buró político descontento con la gestión y resultados electorales.
En 2009 y tras 29 años de presidencia del partido Osman elige a Mustafá Al- Mansuri como nuevo presidente, mientras Osman se limitó al apodo del Presidente Honorario. Este partido ha sido un comodín, integrado por coaliciones para suavizar políticas y hacer un gobierno de gestión. El RNI desde siempre fue un partido minoritario, con una política reivindicativa contra el propio trono acusando a Mohammed V de no haber hecho una independencia completa.
A lo largo de su historia, el RNI conoció dos divisiones, una en 1981 liderada por Mohammad Arsalan Al- Jadidi con su nuevo partido el PND y la segunda el PRD liderada por Abderramán Al- Cohen en 2001, como protesta ante la gestión del partido llevada a cabo por Ahmed Osman
1- Ajanuch y el RNI :
Desde su fundación, el RNI participó activamente en múltiples gobiernos de coalición. Su principal objetivo, era exigir una aplicación efectiva de todos los actores políticos. Su postura dentro del parlamento varía desde la oposición hasta el apoyo crítico al gobierno. Muchos miembros del partido tuvieron encargos ministeriales, de ellos Aziz Ajanuch como ministro de Agricultura y el actual presidente del Gobierno, tras las elecciones celebradas en el verano pasado del 2021.
Aziz Ajanuch, conocido como el amigo del Rey, es un político, empresario y multimillonario. Fue ministro de Finanzas durante el mandato del PJD en 2013, designado directamente por el Rey. En 2016 se incorpora de nuevo al partido RNI, tras ser elegido por Mezouar como su sucesor.
Otro evento importante dentro la esfera interna de la RNI fue el golpe interno contra el presidente del partido Mustafá Al- Mansuri, en manos de un movimiento interno conocido como “El Movimiento del Islah” liderado por Salah Al Din Mezouar en 2010, que acabó con la presidencia de Al-Mansuri.  
Tras las protestas populares del 20 de febrero del 2011, que salían en contra de la corrupción y petición de nuevas reformas políticas y sociales en el marco de las grandes protestas que se estaban gestando en los otros países árabes. Mezouar, el presidente de la RNI lideró ´el movimiento de G8, una alianza política que incluía a 8 partidos políticos que se unieron para enfrentarse al Partido de la Justicia y el Desarrollo (PJD) en las elecciones parlamentarias anticipadas y convocadas por el rey Mohammed VI tras la reforma constitucional
Las elecciones fueron concluidas por la victoria del partido islamista el PJD, contra la coalición de G8 liderada por Mezouar. Será el primer partido islamista que gobernará en la historia contemporánea de Marruecos. Por otro lado, el RNI, solo consiguió 25 escaños dentro del parlamento, por lo cual decidió juntarse con la oposición, formando un contrapeso al PJD. Esta unión se vería reflejada en el bloqueo de 2016, tras las elecciones del mismo año, en donde obtuvo el PJD un segundo mandato y el RNI 37 escaños, en la cual decidió formar una coalición de oposición con más partidos como el USFP. El nuevo representante de esta nueva agrupación será Aziz Ajanuch, que ocupaba el cargo de ministro de Agricultura.
Este bloqueo de coalición liderado por Ajanuch provocó la suspensión de las negociaciones que duró cinco meses. Se concluyó el desbloqueo, con la destitución de Abdellah Benkiran y la designación del segundo hombre del PJD, Saad Eddine El Othmani por Mohammed VI y bajo petición del RNI.
4. En la actualidad:
La imagen del RNI, en concreto la de Ajanuch, conocerá un deterioro en 2018, a raíz del boicot comercial de tres marcas emblemáticas de producción y gran consumo en Marruecos que son la leche de Central Danone, el agua mineral de Sidi Ali del grupo Holmarcom y las gasolineras Afriquia del grupo Akwa del actual presidente del gobierno, Aziz Ajanuch, el cual fue calificado según la revista Forbes en 2021, en el puesto 22 de los más ricos del mundo árabe. Este boicot se inició tras disparada subida de los precios de estos productos, así como el discurso que lanzó el ministro de economía, Mohammad Busaid, que calificó a los boicoteadores de “locos” y Adil Benkiran quien les tachó de “traidores”, lo cual intensificó más esta campaña de boicot. Sacó a la luz el llamado “matrimonio de dinero y poder” que consiste en ocupar empresarios cargos en el gobierno además de ejercer sus actividades comerciales y económicas.  
Tras asumir la presidencia del partido, Ajanuch en los últimos años inició una restauración interna y externa para mejorar la imagen del partido, así como establecer una serie de organizaciones y asociaciones en distintas regiones. En esta misma línea, en 2020 donó 103.5 millones de dólares al fondo de gestión de la pandemia de coronavirus. Allí donde volverá a resurgir, su imagen como la nueva alternativa para la presidencia.
En las elecciones del verano pasado de 2021, el RNI, gana las elecciones con 102 escaños de los 395, en una derrota machacante al partido islamista PJD, tras un gran descontento social por las políticas llevadas a cabo en los últimos cuatro años y el deterioro del nivel de vida. El 10 de septiembre de 2021, Aziz Ajanuch fue nombrado presidente del gobierno

## Resultados electorales

### Parlamento de Marruecos
| Cámara de Representantes |                 |                     |                   |       |                     |
| Años                     | Número de Votos | Porcentaje de Votos | Escaños obtenidos | +/–   | Líder               |
| 1984                     | 763,395 (#2)    | 17,18               | 61/301            | Nuevo | Ahmed Osman         |
| 1993                     | 824,117 (#1)    | 13,24               | 41/333            | 20    | Ahmed Osman         |
| 1997                     | 705,397 (#3)    | 11,07               | 46/325            | 5     | Ahmed Osman         |
| 2002                     | 561,514 (#4)    | 9.28                | 41/325            | 5     | Ahmed Osman         |
| 2007                     | 447,244 (#3)    | 9.71                | 39/325            | 2     | Ahmed Osman         |
| 2011                     | 537,552 (#3)    | 11.3                | 52/395            | 13    | Salaheddine Mezouar |
| 2016                     | 544,118 (#4)    | 9.37                | 37/395            | 15    | Salaheddine Mezouar |
| 2021                     | 2,088,548 (#1)  | 27.58               | 102/395           | 65    | Aziz Akhannouch     |

## Miembros destacados
- Ahmed Osman, fundador
- Salaheddine Mezouar, ministro de gobierno (2007-2012) y actual secretario general del partido.
- Moncef Belkhayat, ministro de gobierno (2009-2012)
- Amina Benkhadra, ministra de gobierno (2007-2012)
- Yassir Znagui, ministro de gobierno (2010-2011). Abandonó el partido a finales de 2011 tras ser nominado por el Rey para incorporarse al Gabinete Real como asesor.
- Aziz Akhannouch, ministro de gobierno actualmente en el cargo (2007–). Abandonó el partido el 2 de enero de 2012 para participar en el gobierno de Abdelilah Benkirane como independiente.